# زمین سیاه (ویسکانسین)
زمین سیاه یا بلک ارث (به انگلیسی: Black Earth) روستایی در شهرستان دان، ویسکانسین در ایالات متحده است. جمعیت این روستا در سرشماری سال ۲۰۱۰ میلادی ۱۳۳۸ نفر بود.